# Outside the Simian Flock
Outside The Simian Flock is het debuutalbum van de Belgische rockband Millionaire. Het werd uitgebracht in september 2001 en is bekend van onder meer de single "Champagne".

## Achtergrond
Nadat hij als gitarist actief was bij onder meer Evil Superstars en dEUS richtte Tim Vanhamel in 1999 de alternatieve rockband Millionaire op. In oktober 2000 nam de groep in Dada Studio in Schaarbeek (Brussel) het debuutalbum Outside The Simian Flock op. Het album werd een jaar later, in september 2001, uitgebracht. De band scoorde een hit met de single "Champagne". Na de release van Outside The Simian Flock mocht Millionaire als voorprogramma mee op tour met Muse, Queens of the Stone Age en Foo Fighters.
Outside The Simian Flock kreeg overwegend positieve recensies van de Vlaamse pers.

## Nummers
1. "Body Experience Revue" – 6:05
2. "Aping Friends" – 3:20
3. "Me Crazy, You Sane" – 4:21
4. "Champagne" – 4:45
5. "Blindfold" – 5:28
6. "Come With You" – 4:29
7. "She's A Doll" – 3:01
8. "Petty Thug" – 5:16
9. "Her Gender (Fixed)" – 5:04
10. "Flame Me Up" – 2:40
11. "Nothing Left" – 3:27
12. "Summer Pass Me By" – 4:05

## Hitnoteringen
| Hitlijst            | Datum van binnenkomst | Hoogste positie | Aantal weken | Laatste notering |
| ------------------- | --------------------- | --------------- | ------------ | ---------------- |
| Vlaamse Ultratop 50 | 20-07-2002            | 50              | 1            | 20-07-2002       |

## Medewerkers
Millionaire
- Tim Vanhamel – zang, gitaar, samples, tekst, producer
- Bas Remans – basgitaar
- Ben Wyers – gitaar
- Dave Schroyen – drums
- Aldo Struyf – toetsen

Overige
- Roel Van Camp – accordeon
- Simon Lenski, Buni Lenski – strijkers